# وقواق الهملايا
وقواق الهملايا (الاسم العلمي: Cuculus saturatus) (بالإنجليزية: Himalayan Cuckoo)‏ هو نوع من الطيور يتبع جنس الوقواق من فصيلة طيور الوقواق.